# Igor Budan
Igor Budan (Rijeka, 22 april 1980) is een Kroatische gewezen voetballer (aanvaller) die als laatste uitkwam voor de Italiaanse eersteklasser Atalanta Bergamo, op huurbasis van Palermo. Voordien speelde hij onder andere voor Venezia, Bellinzona en Ascoli.
Budan speelde in totaal zes wedstrijden voor de Kroatische nationale ploeg. Hij maakte zijn debuut op 7 februari 2007 (2-1 winst tegen Noorwegen).

## Statistieken

### Internationale wedstrijden
| #                              | Datum      | Wedstrijd                       | Uitslag | Soort Wedstrijd      | Goals |
| ------------------------------ | ---------- | ------------------------------- | ------- | -------------------- | ----- |
| 1.                             | 07-02-2007 | Kroatië - Noorwegen             | 2-1     | Vriendschappelijk    | 0     |
| 2.                             | 24-03-2007 | Kroatië - Macedonië             | 2-1     | EK Kwalificatie 2008 | 0     |
| 3.                             | 16-06-2007 | Bosnië en Herzegovina - Kroatië | 3-5     | Vriendschappelijk    | 0     |
| 4.                             | 26-03-2008 | Schotland - Kroatië             | 1-1     | Vriendschappelijk    | 0     |
| 5.                             | 24-05-2008 | Kroatië - Moldavië              | 0-1     | Vriendschappelijk    | 0     |
| 6.                             | 08-06-2008 | Kroatië - Oostenrijk            | 1-0     | EK Groepsfase 2008   | 0     |
| Totaal                         | Totaal     | Totaal                          | Totaal  | Totaal               | 0     |
| Laatst bijgewerkt op 22-10-'12 |            |                                 |         |                      |       |